# Hinzuanius littoralis
Hinzuanius littoralis – gatunek kosarza z podrzędu Laniatores i rodziny Biantidae.